# 伊東温泉競輪場
伊東温泉競輪場（いとうおんせんけいりんじょう）は静岡県伊東市にある競輪場である。主催は伊東市。施設所有は株式会社チャリ・ロト。競技実施はJKA東日本地区本部南関東支部。実況は東京ビデオシステムで担当は綿貫弘（2025年4月から）。

## 概要
1950年9月16日に開設され、当初の名前は伊東競輪場だったが、1968年7月から現在の名称が使われるようになり、1998年より正式な競輪場名となった。
1964年12月には、三生興産が伊東温泉スポーツから、競輪場を買収した。その後、2021年3月5日に株式会社チャリ・ロトが三生興産株式会社から、当競輪場の施設を買収した。
記念競輪（GIII）の名称は「椿賞争奪戦」で、かつては椿が咲く2月下旬から3月にかけての開催が通例であったが、2007年以降は11月に行われた2008年と4月に行われる2026年を除き時期を変え12月に行われており、2023年はナイター開催として実施された。なお、2018年までの開催2日目のシード優秀競走は、“湯の町伊東”にちなんで「いで湯賞」の名称で行われており、2024年3月に実施されたナイターG3は「花と海といで湯賞」の名称で行われた。
特別競輪は1999年にふるさとダービー、2002年と2006年に東王座戦、2014年と2020年に共同通信社杯、2017年にサマーナイトフェスティバル、2025年にはウィナーズカップがそれぞれ開催された。また2012年には第1回の日韓対抗戦競輪を開催している。
ナイター競走の開催に向けて施設を改修し、2014年12月2日から「ミカリンナイトレース」として2015年2月までのFII4開催で実施した。2015年度以降も行われている。
2019年2月13日からは、ナイター設備を活用してミッドナイト競輪を開始（全国18番目）。当競輪場では例年6回程度FII開催が割り当てられるが、このFII開催の売り上げは3日間で2億円足らずと採算ラインに届かず3600万円ほどの赤字になるものの、ミッドナイトを初開催した2月13日からの3日間では約4億4千万円を売り上げ、採算ラインの4億円を上回った。
マスコットキャラクターは伊東名産の蜜柑をモチーフにした「ミカリン」。妹「ミカリン娘」と弟「ミカ坊」もいる。
トータリゼータシステムは富士通フロンテックを採用する。決定アナウンスは長らく広島競輪場と同様旧タイプだったが、2020年6月以降に新タイプにリニューアルされている。
実況は2025年3月のウィナーズカップまでは、鈴木佳文が担当していたが卒業し、4月からは、かつて長きにわたり大宮競輪場・西武園競輪場の実況を担当していた、元東京電設工業所属の綿貫弘が担当している。

## チャリロト
2008年10月23日の開催より重勝式投票にあたるチャリロトが発売され、2012年11月28日からの開催より『グループB』としての発売となり、静岡競輪場・千葉競輪場・いわき平競輪場とキャリーオーバーを共有する。なおキャリーオーバーの対象外であるチャリロト3は伊東単独で発売される。
2012年12月31日にはチャリロト（グループB）で、公営競技史上2位となる5億2462万7700円の払戻が出た。
2016年5月21日より西門（メイン入口）側に「チャリロトプラザ」がオープンし、会員登録すれば場内で重勝式の購入が可能となっている。

## バンク特徴
一周333mの小廻りバンク（サンサンバンク）だが、国内の333mバンクで直線が最も長いためゴール線前が伸びやすく追い込み選手にもチャンスがある。また近隣の小田原競輪場程ではないもののカント（走路のカーブ角度）が立っており、バックストレッチ（反対側の直線）からの捲りが決まりやすいため逃げ選手には少々厳しい所があるが、333mバンクの性格よろしく積極的に駆ければ力で押し切れるので勝機さえ逃さなければどの選手にも不利はない。そのため、選手の間では「乗っている感覚としては400mバンクに近い」という声も聞かれる。
なお競輪場は高台に立地するが、崖を切り崩して造成されたため周囲を丘に囲まれており、バンクに風は入り込みにくい。

## アクセス
- 伊豆急行伊豆急行線 南伊東駅下車。徒歩8分。
- JR東日本伊東線・伊豆急行伊豆急行線 伊東駅から無料送迎バスで約10分。
- 熱海駅・三島駅からと、沼津駅（伊豆長岡）・松崎（湯ヶ島・修善寺）・下田駅（稲取・熱川）の各方面からも無料送迎バスあり（場外発売日によってはルート変更や運行なし）。

## 歴代記念競輪優勝者
| 年        | 優勝者     | 登録地 |
| --------- | ---------- | ------ |
| 2003年    | 村上義弘   | 京都   |
| 2004年3月 | 村上義弘   | 京都   |
| 同年12月  | 小倉竜二   | 徳島   |
| 2006年    | 武井大介   | 千葉   |
| 2007年    | 稲垣裕之   | 京都   |
| 2008年    | 手島慶介   | 群馬   |
| 2009年    | 渡部哲男   | 愛媛   |
| 2010年    | 新田康仁   | 静岡   |
| 2011年    | 渡邉一成   | 福島   |
| 2012年    | 長塚智広   | 茨城   |
| 2013年    | 山崎芳仁   | 福島   |
| 2015年    | 深谷知広   | 愛知   |
| 2016年    | 松岡貴久   | 熊本   |
| 2017年    | 早坂秀悟   | 宮城   |
| 2018年    | 渡邉雄太   | 静岡   |
| 2019年    | 三谷竜生   | 奈良   |
| 2021年    | 新田祐大   | 福島   |
| 2022年    | 野原雅也   | 福井   |
| 2023年    | 和田健太郎 | 千葉   |
| 2025年    |            |        |
| 2026年    |            |        |

※1節4日間制開催となった、2002年4月以降の歴代記念競輪優勝者を列記。

### その他のG3
| 年     | 種別           | 開催名称                       | 優勝者       | 登録地         |
| ------ | -------------- | ------------------------------ | ------------ | -------------- |
| 2019年 | G3             | 国際自転車トラック競技支援競輪 | グレーツァー | オーストラリア |
| 2023年 | G3             | 施設整備等協賛競輪             | 山口拳矢     | 岐阜           |
| 2024年 | ナイターG3     | 花と海といで湯賞               | 岩本俊介     | 千葉           |
| 2026年 | ミッドナイトG3 |                                |              |                |